# Vilém Tetour z Tetova
Vilém Tetour z Tetova (německy Wilhelm Tettauer von Tettau, * po roce 1437–1498) byl moravský šlechtic z rodu Tetourů z Tetova, pán na Zlíně a Malenovicích a vojevůdce. Účastnil se bojů na straně Matyáše Korvína proti Rakousku i Jiřímu z Poděbrad v hodnosti polního kapitána. Měl pověst vynikajícího válečníka.

## Život
Vilém Tetour z Tetova pochází z moravské větve rodu, jeho otcem byl pravděpodobně Jan (* 1437), polní hejtman krále českého a uherského a císaře Zikmunda Lucemburského. Vilém měl bratra Jana (Hanuše), který byl polním hejtmanem v uherských službách a rovněž zdatným válečníkem. Po určitou dobu bojovali oba bratři ve vojsku Matyáše Korvína.
Působil jako hejtman Jana z Rožmberka. Když roku 1466 vyhlásil papež Pavel II. proti kacířským Čechám křížovou výpravu, do jejíhož čela se postavil uherský král Matyáš Korvín, kterého si katoličtí páni zvolili roku 1469 za svého krále, stal se Vilém Tetour v roce 1468 byl jedním z hlavních velitelů v Matyášově uhersko-rakouském vojsku ve válce proti králi Jiřímu z Poděbrad. 
V roce 1474 stál v čele vojska o síle 600 jezdců a 500 pěšáků ve válce proti polskému králi Kazimírovi IV. a jeho synovi Vladislavovi. V boji zajal tolik zajatců, že již nebylo možné ubytovat je ve městě, proto byli zadrženi pouze velitelé a páni, zatímco prostí lidé byli označeni řezem v obličeji a propuštěni.
V 80. letech 15. století se Vilém Tetour stal vrchním velitelem jeho žoldnéřů. Jako jeden z velitelů Matyášova Černého pluku, bojoval proti Turkům na jižní hranici, nejvíce v okolí dnešního Bělehradu, ale zúčastnil se také bitev při obléhání Hainburgu, slavné obrany Vídně a obléhání Vídeňského Nového Města v roce 1477, kdy bojoval po boku svého bratra Jana. Matyáš pak oba bratry označil za "nejzkušenější muže ve válce".
V roce 1485, kdy král Matyáš vedl válku proti císaři Fridrichovi III. se podílel na obléhání Vídně s Černou legií a císaře byl vyhnán z Vídně. 
V roce 1487 byl Vilém pověřen nejvyšším velením ve válce proti knížeti Janu Hlohovskému, po 6 měsících obléhání bylo roku 1488 dobyto města Hlohov.
Král Matyáš za dobré služby Vilémovi věnoval mimo jiné zlínské panství. Tomu se jako správci Zlína a zakoupeného hradu Malenovice dařilo, čímž prokázal jistou osobnostní všestrannost, kterou dokazuje i fakt, že se stal jedním ze zemských soudců. Krátce měl také v zástavě hrad Lichnici. Po Matyášově smrti přešel do služeb krále Vladislava Jagellonského, kterému mimo věrné služby také půjčoval peníze.
Ne všechny dobové zprávy o tomto rytíři však hovoří pozitivně, město Valtice na Moravě jeho aktivity popisuje takto: „Z řady nájezdů do této oblasti připomínáme alespoň útok jednoho z polních hejtmanů Matyášových zmíněného Viléma Tetoura z Tetova. Tento zpronevěřilý český feudál se pokusil v roce 1468 náhlým nočním útokem – stejně jako v Mikulově – dobýt hradby Valtic, byl však odražen a s nezdarem se vrátil nazpět.“ Při této výpravě jeho vojáci vyplenili také nedalekou ves Potendorf, což zřejmě způsobilo postupný úpadek vsi a její tvrze. Roku 1504 byla ves ještě částečně obydlena, ale roku 1570 je již uváděna jako pustá.
Vilém Tetour také nechal vybudovat obranný val zvaný Tetourovy šance u dolnorakouského Ernsthofenu, ze kterých byl podniknut útok na Steyr.

### Manželství
Vilém Tetour z Tetova byl ženatý s Barborou ze Žerotína (mezi roky 1450 a 1466), dcerou Jana Ludvíka ze Žerotína. Z tohoto manželství se zřejmě nenarodily žádné děti.